# Второй Сплавной Участок
Второ́й Сплавно́й Уча́сток — село в районе имени Лазо Хабаровского края России. Входит в состав Марусинского сельского поселения.

## География
Второй Сплавной Участок стоит на правом берегу реки Хор, в её среднем течении. По реке Хор в XX веке проводился сплав леса, отсюда произошло название.
Дорога ко Второму Сплавному Участку идёт на юго-восток от посёлка Переяславка через сёла Екатеринославка, Георгиевка и Васильевка.
Расстояние до районного центра посёлка Переяславка около 38 км, расстояние до административного центра сельского поселения села Марусино (через Васильевку) около 18 км.
На восток от Второго Сплавного Участка дорога идёт к перекрёстку на автотрассе «Восток».

## Население
| 2002 | 2010 | 2011 | 2012 | 2021 |
| ---- | ---- | ---- | ---- | ---- |
| 89   | ↘82  | →82  | ↘81  | ↗82  |

## Улицы
- ул. Зелёная,
- ул. Набережная,
- ул. Центральная.

## Экономика
Предприятия, занимающиеся заготовкой и переработкой леса.